# Dimetylanilin
N,N-Dimetylanilin (DMA) är en organisk förening och ett derivat av anilin. Ämnet är en tertiär amin där en dimetylaminogrupp är bunden till en fenylgrupp. Denna oljiga vätska är färglös i ren form, men kommersiell dimetylanilin är vanligtvis gul.

## Tillverkning
Dimetylanilin rapporterades först 1850 av den tyske kemisten August Wilhelm von Hofmann, som framställde ämnet genom att hetta upp anilin med jodmetan (CH3I).
{\displaystyle {\rm {C_{6}H_{5}NH_{2}+2\ CH_{3}I\rightarrow C_{6}H_{5}N(CH_{3})_{2}+2\ HI}}}
Dimetylanilin tillverkas industriellt genom alkylering av anilin med metanol (CH3OH) tillsammans med en syrakatalysator:
{\displaystyle {\rm {C_{6}H_{5}NH_{2}+2\ CH_{3}OH\rightarrow C_{6}H_{5}N(CH_{3})_{2}+2\ H_{2}O}}}
Dimetylanilin kan på liknande sätt tillverkas genom att använda dimetyleter som metyleringsmedel.

## Reaktioner
Dimetylanilin genomgår många av de reaktioner som kan förväntas av en anilin, då ämnet är svagt basiskt och reaktionsbenäget med elektrofiler. Dimetylanilin kan exempelvis nitreras för att bilda tetryl, ett derivat med fyra nitrogrupper som tidigare använts som sprängämne. Dimetylanilin binder till sig litium i kontakt med butyllitium. Metylering med dimetylsulfat ((CH3)2SO4) ger dess kvartära ammoniumsalt enligt följande reaktion:
{\displaystyle {\rm {C_{6}H_{5}N(CH_{3})_{2}+(CH_{3})_{2}SO_{4}\rightarrow C_{6}H_{5}N(CH_{3})_{3}CH_{3}OSO_{3}}}}

## Användningsområden
Dimetylanilin påskyndar härdning av polyester och vinylester. Dimetylanilin används även som prekursor för andra organiska föreningar.